# Escadrille 23S
L'escadrille 23S est une escadrille d'hélicoptères de l'aviation navale française, créée le 1er juillet 1954 et dissoute le 1er octobre 1999 pour être incorporée dans la flottille 35F.

## Bases
- BAN Saint-Raphaël (juillet 1954-septembre 1960)
- Base aérienne 185 Hao (septembre 1966-décembre 1974)

## Appareils
- Piasecki HUP-2 (juillet 1954-août 1965)
- Alouette II (juillet 1956-décembre 1997)
- Alouette III (août 1962-septembre 1999)
- SA.365F-1 Dauphin 2 (février 1990-septembre 1999)